# Hysterochelifer meridianus
Hysterochelifer meridianus är en spindeldjursart som först beskrevs av Ludwig Carl Christian Koch 1873.  Hysterochelifer meridianus ingår i släktet Hysterochelifer och familjen tvåögonklokrypare. Inga underarter finns listade i Catalogue of Life.